# Даунис, Миколас Антанович
Миколас Даунис (Mykolas Daunys) — советский и литовский учёный в области прочности и надежности материалов и конструкций, доктор технических наук, член-корреспондент Литовской академии наук.
Родился 22 сентября 1932 г. в Стасиунай (Stasiūnai), дистрикт Утена.
Окончил Салдутишкисскую среднюю школу (1951), механический факультет Каунасского политехнического института (1956) и очную аспирантуру при кафедре сопротивления материалов (1960—1963).
Работал там же: в 1956—1960 гг. ассистент кафедры машиностроения, в 1963—1968 гг. старший преподаватель, в 1968—1983 гг. доцент, с 1983 г. профессор. В 1983—1995 гг. заведующий кафедрой станков (с 1993 г. кафедра машиностроения). С 2002 г. эмеритированный профессор.
Кандидат (1964), доктор (1980) технических наук. Член-корреспондент Литовской академии наук (1994). Диссертации:
- Исследование диаграмм циклического деформирования при растяжении-сжатии и сдвиге : диссертация ... кандидата технических наук : 05.00.00. - Каунас, 1964. - 141 с. : ил.
- Закономерности малоциклового деформирования и разрушения с учетом внутренней и внешней нестационарности : диссертация ... доктора технических наук : 01.02.06. - Каунас, 1979. - 609 с. : ил.

С 1995 по 2012 г. главный редактор научного журнала «Механика».
Автор научных публикаций и изобретений в области прочности и надежности материалов и конструкций, проектирования машин.
Лауреат премии Литовской академии наук им. Казимираса Симонавичюса (2005).
Сочинения:
- Прочность и долговечность при малоцикловом нестационарном нагружении : Монография / М. А. Даунис. - Вильнюс : Мокслас, 1989. - 253,[1] с. : ил.; 22 см.; ISBN 5-420-00278-7
- Металлорежущие станки : [ Учебник для вузов / Под ред . Стагюнаса A . — Вильнюс : « Мокслас » . — 27 см .  / А . Стасюнас , А . Кузмицкас , М . Даунис , Ю . Рудзянскаc . — 1976 С . — 341 с
- Махутов Н.А., Гаденин М.М., Бурак М.И., Даунис М.А., Зацаринный В.В., Злочевский А.Б., Каган В.А., Ларионов В.В., Левин О.А., Новиков В.А., Покровский В.В., Романов А.Н., Трощенко В.Т., Филатов В.М.   Механика малоциклового разрушения / Отв.ред. Н.А.Махутов, А.Н.Романов; АН СССР, Ин - т машиноведения им. А.А. Благонравова. -М.: Наука, 1986. -264 с.
- Статистические закономерности малоциклового разрушения / АН СССР. НИИ машиноведения ; отв. ред. Н. А. Махутов . – М. : Наука, 1989 . – 252 с. (соавтор)
- Metalo pjovimo staklių konstrukcijų atlasas / Mykolas Daunys, Vitalijus Skačkovas. – Kaunas: Technologija, 1993. – 96 p.
- Ciklinis konstrukcijų stiprumas ir ilgaamžiškumas: monografija. – Kaunas: Technologija, 2005. – 286 p.: iliustr. – ISBN 9955-09-918-6